# Sulobella yoshii
Genre
Espèce
Sulobella yoshii, unique représentant du genre Sulobella, est une espèce de collemboles de la famille des Neanuridae.

## Distribution
Cette espèce est endémique de Célèbes en Indonésie. Elle se rencontre sur le Gunung Lompobatang.

## Description
Sulobella yoshii mesure de 2,4 à 2,9 mm.

## Étymologie
Cette espèce est nommée en l'honneur de Ryozo Yoshii.

## Publication originale
- Deharveng & Suhardjono, 2000 : Sulobella yoshii, a new genus new species of Lobellini (Collembola: Neanurinae) from south Sulawesi, with comments on the tribe Lobellini. Contributions from the Biological Laboratory Kyoto University, vol. 29, no 2, p. 83-87.